# Fredericia község
Fredericia község (dánul: Fredericia Kommune) Dánia 98 községének (kommune, helyi önkormányzattal rendelkező közigazgatási egység) egyike.
A 2007. január 1-jén életbe lépő közigazgatási reform nem érintette.

## Települések
Települések és népességük:
- Bredstrup (504)
- Bøgeskov (330)
- Egeskov (687)
- Fredericia (41243)
- Herslev (350)
- Pjedsted (580)
- Skærbæk (1998)
- Taulov (3067)
- Trelde (301)
- Østerby (320)

### Külső hivatkozások
- Hivatalos honlap (dán, angol, német)